# Bahnhof Vlotho
Der Bahnhof Vlotho ist ein Bahnhof an der Bahnstrecke Elze–Löhne in der ostwestfälischen Stadt Vlotho im Kreis Herford in Nordrhein-Westfalen. Die Strecke verbindet die Städte Löhne, Hameln und Hildesheim und wird im Personennahverkehr von der Weser-Bahn befahren. Alle Gebäude einschließlich des Empfangsgebäudes werden seit 1992 nicht mehr für ihren ursprünglichen Zweck benutzt und sind nicht mehr in Besitz der Deutschen Bahn.

## Anlage und Bedeutung

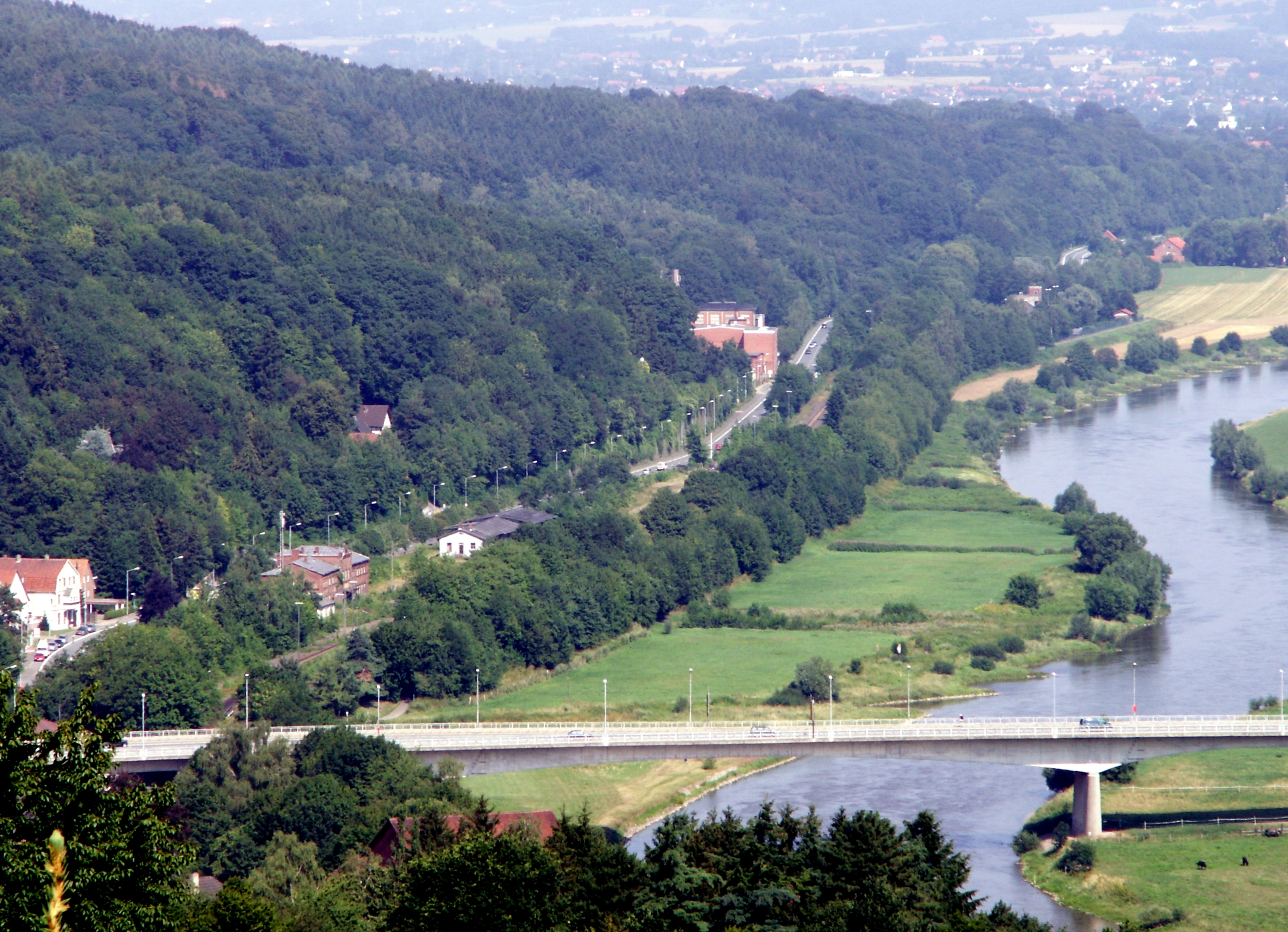
2006: Bahnhof Vlotho am Hang des Amtshausberges. Die Baumreihe rechts der B514 zeigt den Gleisverlauf, etwas oberhalb rechts zur Bildmitte die ehemalige Zuckerfabrik

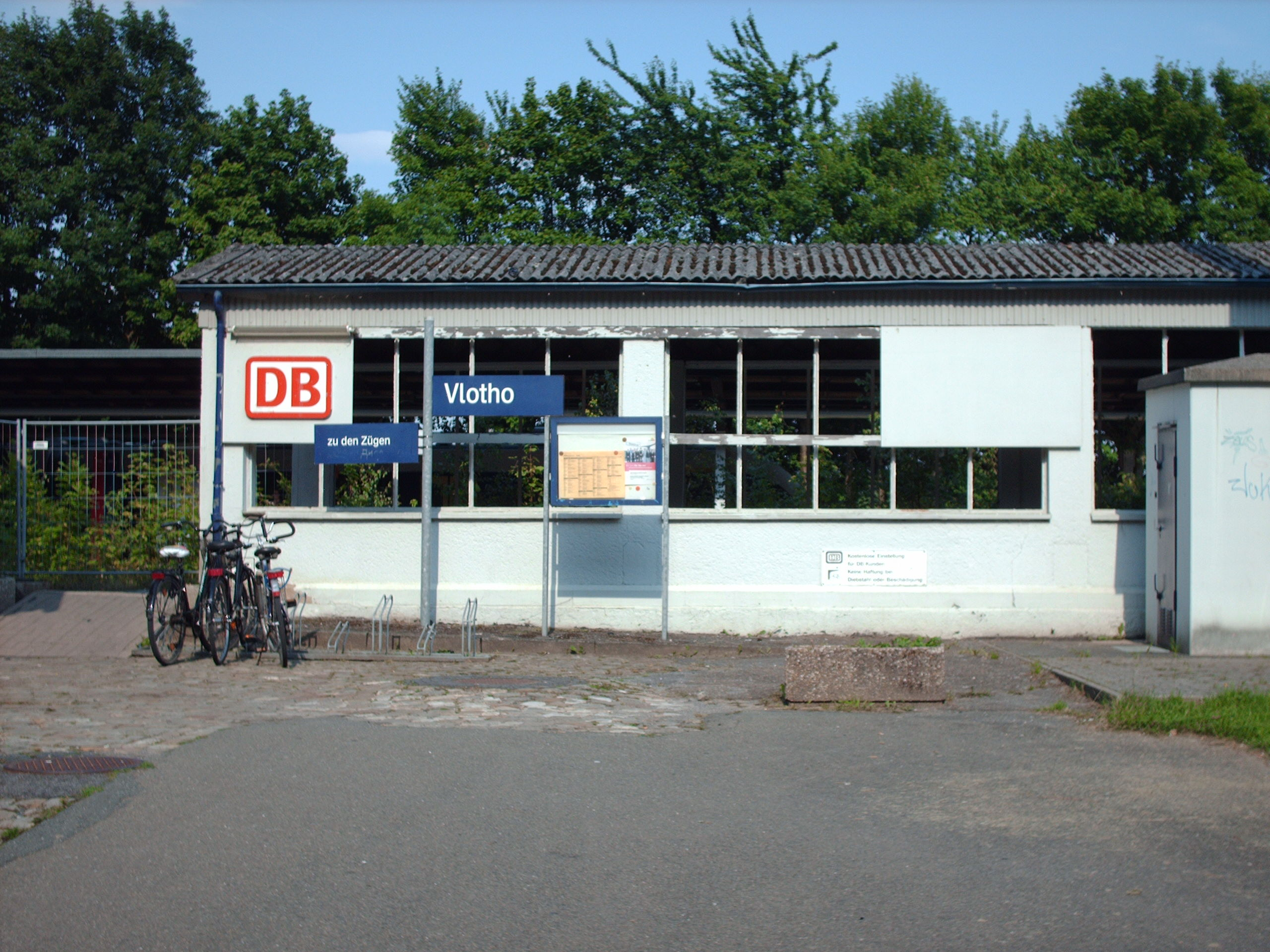
Ehemaliger, bauseitig gesperrter Eingang zur Gleisunterführung

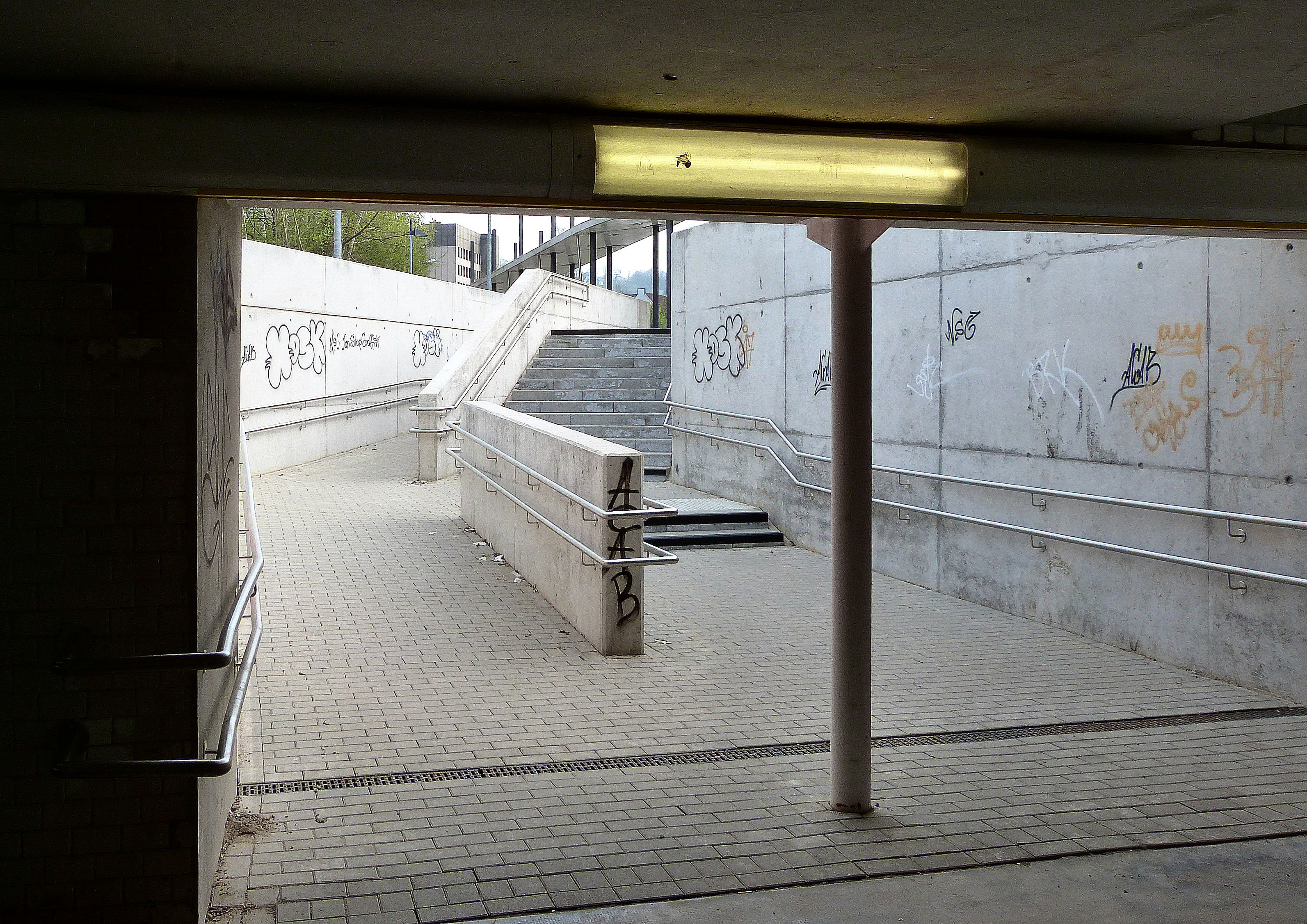
Barrierefreier Zugang zur Gleisunterführung (Standort des Fotografen), seit April 2013 frei, aus Richtung Busbahnhof, im Hintergrund Rathaus Vlotho

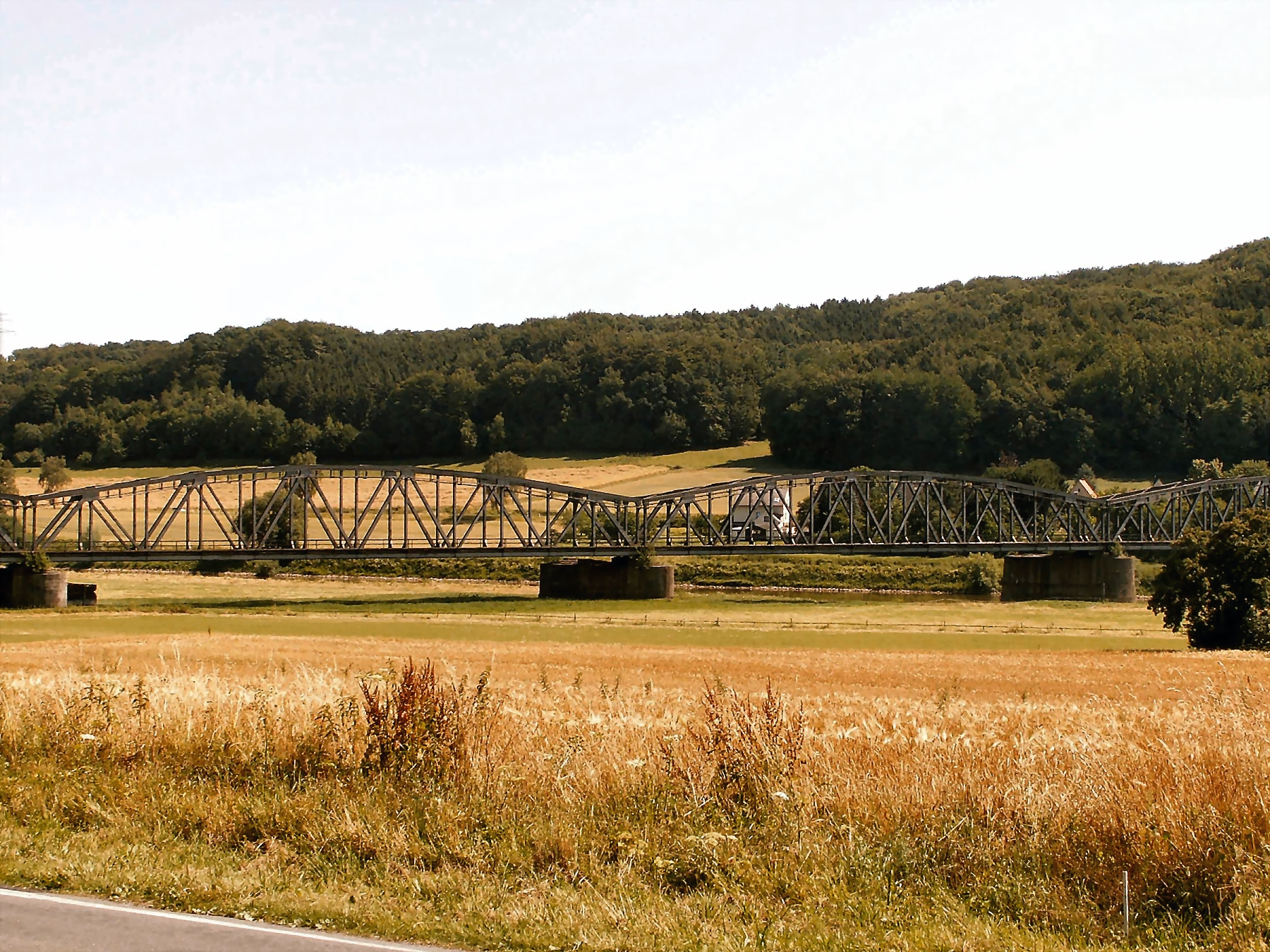
Eisenbahnbrücke über die Weser östlich vom Bahnhof

Der Bahnhof Vlotho wird von DB Station&Service in die Preisklasse 6 eingestuft. Er steht an der Bundesstraße 514 nordöstlich der Innenstadt am westlichen Weserufer. In der Nachbarschaft steht das Rathaus der Stadt Vlotho. Vom angrenzenden Busbahnhof der Stadt wurde 2012 ein barrierefreier Zugang in die Unterführung zum Bahnsteig geschaffen. Der Bahnsteig selbst ist allerdings weiterhin nicht barrierefrei zugänglich.

## Bedienung
Die Strecke wird im Stundentakt von der RB 77 Weser-Bahn bedient. Betreiber ist derzeit seit Dezember 2021 die DB-Tochter Regionalverkehre Start Deutschland, eingesetzt werden Alstom-Coradia-LINT-Dieseltriebwagen.
| Linie | Verlauf | Takt   |
| ----- | --- | ------ |
| RB 77 | Weser-Bahn: Herford – Löhne (Westf) – Bad Oeynhausen Süd – Vlotho – Rinteln – Hessisch Oldendorf – Hameln – Coppenbrügge – Marienau (Coppenbrügge) – Osterwald – Elze (Han) – Nordstemmen – Emmerke – Hildesheim Hbf In Hildesheim Durchbindung einiger Züge als RB 79 bis Bodenburg Stand: 3. Februar 2025 | 60 min |

Der Bahnhof befindet sich im Bereich des Tarifverbundes Westfalentarif und des NRW-Tarifs; für letzteren ist er Tarifgrenze in Richtung Niedersachsen. Der Geltungsbereich des Westfalentarifs schließt zusätzlich den Bahnhof Rinteln ein. Gültig ist auch der Niedersachsentarif.

## Bahnsteiggleise
| Gleis | Länge in m | Höhe in cm | Nutzung                            |
| ----- | ---------- | ---------- | ---------------------------------- |
| 1     | 175        | 55         | Züge in Richtung Hildesheim        |
| 2     | 175        | 55         | Züge in Richtung Löhne und Herford |

## Denkmalschutz und Baugeschichte
Das ehemalige Empfangsgebäude ist in Backstein-Sichtmauerwerk ausgeführt, mit Satteldächern bzw. einem Walmdach versehen und mit Teerpappe gedeckt. Die Fassade ist durch Ziermauerwerk sowie umlaufende Gesimse und lisenenartige Vorsprünge gegliedert. Im oberen Bereich des axial angelegten Gebäudes befinden sich Stuckverzierungen mittig um ein rundes Fenster. Links und rechts des Gebäudes befinden sich erkerartige Vorbauten, die ebenfalls mit Ziermauerwerk versehen sind. Von den Flachbogenfenstern wurden einige gegen neuere ausgetauscht.
Die ursprüngliche Planung der Anlage lag in den Händen eines Abteilungs-Ingenieurs der Hannover-Altenbekener Eisenbahn-Gesellschaft, die die Konzession zum Bau der Eisenbahnstrecke zwischen Elze und Löhne erworben hatte. Das unterkellerte, zweigeschossige Hauptgebäude war 22,60 m lang und 11,00 m breit und hatte einen Mittelrisalit von 12,30 m Breite. Die 1908/09 vorgenommenen und auf den ursprünglichen Bau harmonisch abgestimmten Erweiterungen gehen zurück auf den Architekten Wilhelm Köster, der sich 1892 in Herford niedergelassen hatte. Er galt unter anderem als Spezialist für den Bau von Tabakfabriken im In- und Ausland. Darüber hinaus plante und baute er auch viele repräsentative Fabrikantenvillen der späten Gründerzeit.

## Geschichte

### Bis 1945
Nach anfänglichen Vorbehalten setzten sich 1845 die meisten der Kaufleute in Vlotho für einen eigenen Bahnhof an der Köln-Mindener Eisenbahn ein. Jahrhundertelang war der Vlothoer Weserhafen Umschlagplatz für das Ravensberger Land und für Lippe sowie für die Güterverkehre von und nach Bremen und Thüringen. Sie befürchteten wirtschaftliche Nachteile durch seinen Niedergang. Ursache seien schon erfolgte und bevorstehende Veränderungen in der Infrastruktur (Straßen- und Wegenetz, sowie zunehmende Erschließung durch Schienenverkehr) gewesen. Nicht lange danach unterstützten die Vlothoer die Idee einer direkten Schienenverbindung von Minden über Vlotho nach Paderborn. So konnte Vlotho weiterhin vornehmlich mit dem nördlichen Lippe verbunden bleiben, was bislang durch Fuhrgeschäfte geschah. Realisiert wurde schließlich eine Strecke mit der Bezeichnung Löhne–Vienenburg. Beim Bau der auch „Löhne–Hamelner“ genannten Bahn arbeiteten nachweislich erstmals auch Wanderarbeiter aus dem nicht deutschsprachigen Ausland; in Vlotho waren es Polen.
Mit dem Abriss von zwölf Wohnhäusern an der unteren Langen Straße begannen 1872 die Bauarbeiten in Vlotho. Bei vielen Anliegern machte sich Unmut breit, sie befürchteten, ihnen würde durch den hohen Bahndamm Licht und Luft genommen. Beim Bau des Güterbahnhofs zerstörte 1874 ein Bergrutsch ein Haus. Am 30. Juni 1875 wurde die Strecke Löhne–Hameln mit dem ersten Personenzug offiziell eröffnet. Unter den Ehrengästen war kein Angehöriger der Vlothoer Honoratioren, die man vergessen hatte, einzuladen.
Die neue Strecke schloss eine Lücke zwischen den Strecken Elze–Goslar (1853 übergeben) und Löhne–Osnabrück (1855) und war damit von Bedeutung für den Ost-West-Verkehr. Zum Vlothoer Bahnhof gehörten zu dieser Zeit das Empfangsgebäude sowie ein kleiner Güterschuppen. 1907 wurde das Weichenwärterstellwerk errichtet. In den Jahren 1908–1911 erfolgte der notwendige zweigleisige Ausbau der Strecke. Das Empfangsgebäude wurde 1909 durch Anbauten auf eine Fläche von etwa 800 m² erweitert. Der Güterschuppen wurde 1923 erweitert. Im Jahr 1934 gab es Umbauten im Zusammenhang mit den vorhandenen Dienstwohnungen. Im gleichen Jahr wurden Toilettenanlagen im Gebäude eingerichtet, die ab 1968 durch eine Außentreppe vom Bahnhofsvorplatz her erreichbar waren.
In den letzten Tagen des Zweiten Weltkrieges war die Eisenbahnbrücke über die Weser dem Angriff alliierter Bomber ausgesetzt, wurde aber nicht unpassierbar zerstört. Als am 3. April 1945 eine Panzerdivision der heranrückenden amerikanischen Truppen schon im heutigen Ortsteil Exter stand, versuchten deutsche Pioniere, die Überquerung der Weser durch Sprengung dieser Brücke zu erschweren. Im Gegensatz zur stromabwärts gelegenen Straßenbrücke gelang ihnen das nur teilweise. Während des Wiederaufbaus nach dem Zweiten Weltkrieg wurde 1946 die Schienenverbindung zwischen den Bahnhöfen in Vlotho und Veltheim (Porta Westfalica) nur eingleisig instand gesetzt.
Obwohl in der Nähe des Weserhafens gelegen, war bei Anlage des Bahnhofs auf eine direkte Gleisverbindung dorthin verzichtet worden. Kurz vor dem Ersten Weltkrieg erhielt die an der Grenze zu Rehme gelegene Zuckerfabrik Gebr. Tintelnot (siehe hierzu auch Bundesstraße 514) ein eigenes Gleis. Die Endhaltestelle der Herforder Kleinbahnen, die Vlotho über Bad Salzuflen und Herford mit Wallenbrück verband, befand sich nahe dem Reichs- bzw. späteren Bundesbahnhof und bestand von 1903 bis 1962.

### 1945 und danach

Gleisbild des Bahnhofs Vlotho in den 1980er Jahren

Nach dem Krieg nahm in Folge der positiven Wirtschaftsentwicklung der Verkehr auch auf der Strecke Löhne–Hameln stark zu. Die ab 1959 vom nahen Gemeinschaftskraftwerk Veltheim benötigten Brennstoffe wurden in großen Anteilen mit der Eisenbahn befördert. Im Personenverkehr konnten die Fahrgäste Züge direkt von und nach Braunschweig, Aachen oder Mönchengladbach benutzen. Dem Bahnhof Vlotho unterstanden verwaltungsmäßig die Bahnhöfe in Veltheim und in Eisbergen.
Die im weiteren Verlauf nach und nach zunehmende Verlagerung des Transport- und Personenverkehrs von der Schiene auf die Straße hatte Folgen. Passierten 1961 noch täglich durchschnittlich 55 Güterzüge und 65 Personenzüge den Vlothoer Bahnhof, war diese Zahl 1992 auf drei Güter- und 22 Personenzüge zurückgegangen. Die drei Güterzüge bedienten das Gemeinschaftskraftwerk Veltheim mit Kohlen für die Verstromung. Ebenso war der tägliche durchschnittliche Fahrkartenverkauf von 600 auf 30 Stück geschrumpft, Reisegepäck von 50 auf 5 Stück. Die Gebäudeanlage war unrentabel geworden. Im Zuge von Rationalisierungen wurde die Güterabfertigung im Juni 1975 geschlossen. Der Güterschuppen wechselte zu einem privaten Besitzer. Das Weichenwärterstellwerk brannte im Oktober 2011 aus und wurde abgerissen.
Das 1988 denkmalgeschützte ehemalige Empfangsgebäude verkaufte die Deutsche Bundesbahn 1992 an einen Privatmann. Dieser ließ das Gebäude leer stehen, weil seiner Meinung nach ein Nachnutzungskonzept nicht umgesetzt wurde. 2007 kaufte die Stadt das mittlerweile immer baufälliger gewordene Gebäude von der Erbengemeinschaft des ersten Käufers zurück. Das Bahnhofsgebäude stand immer noch leer und war nur notdürftig gesichert weiter dem Verfall preisgegeben.

### Politische Diskussion zum Bahnhofsgebäude

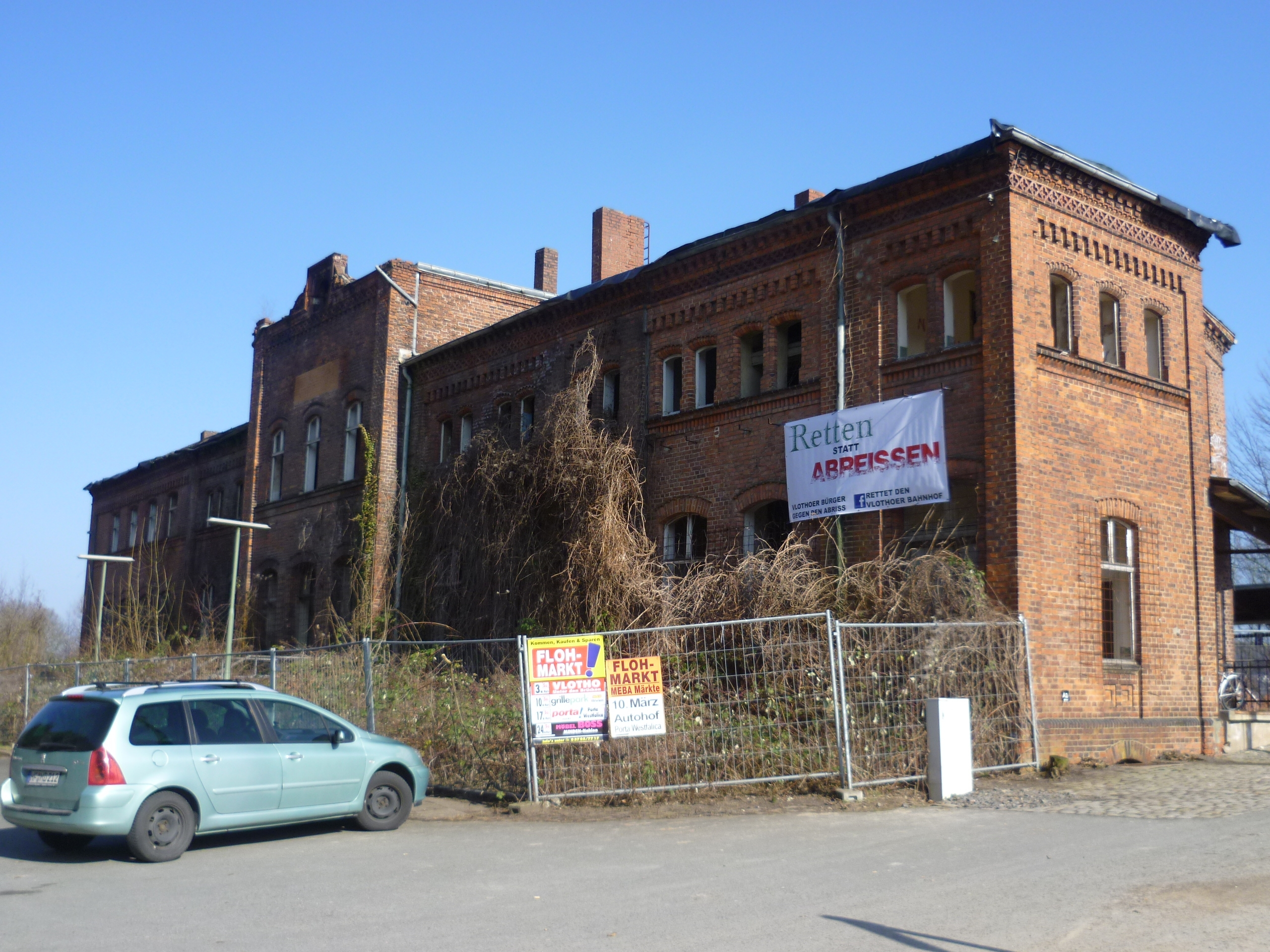
Westansicht des Empfangsgebäudes (von der B514 aus) mit dem Schild der Bürgergruppe im März 2013

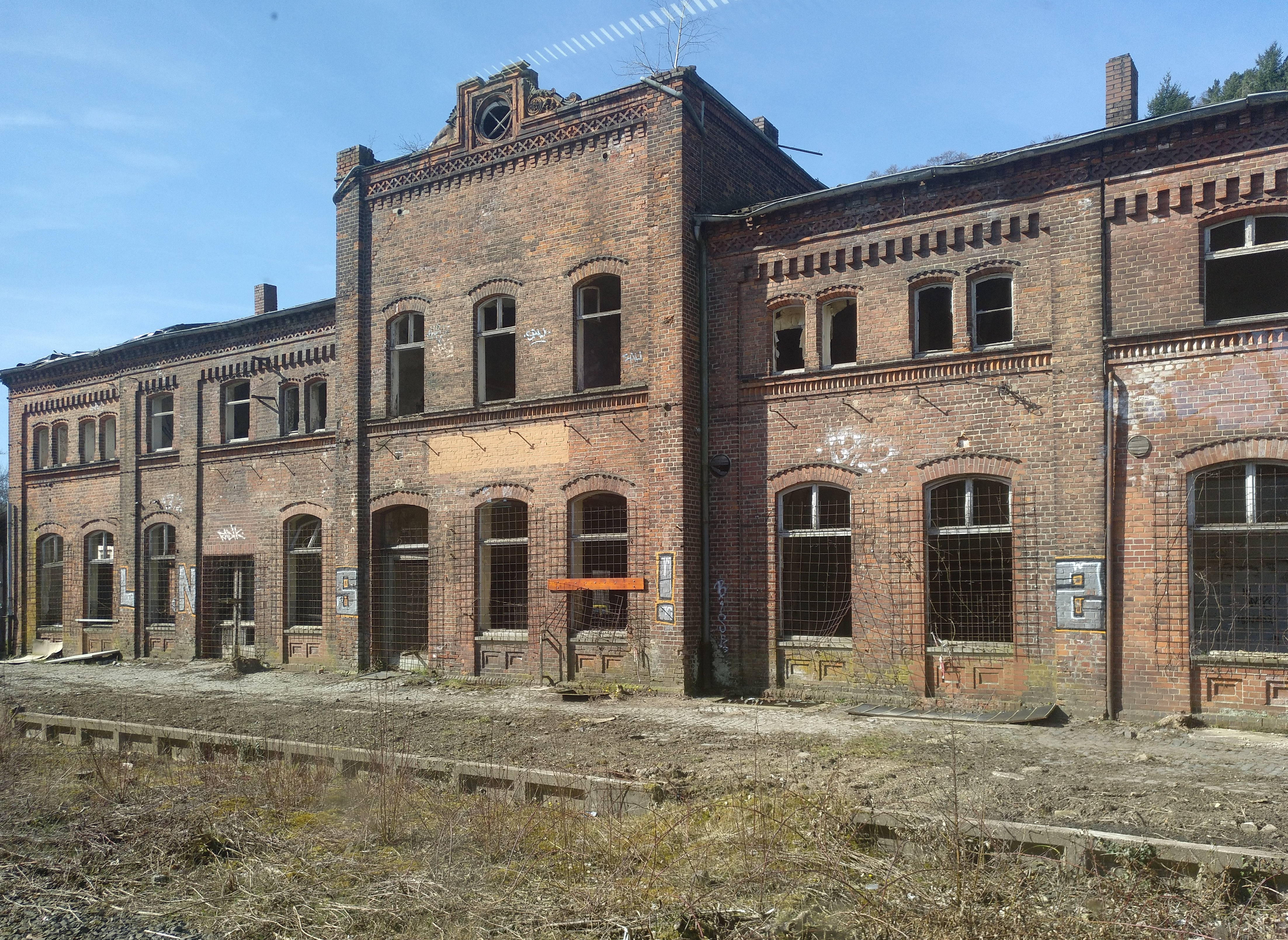
Das Bahnhofsgebäude Vlotho als Ruine vor dessen Sanierung, April 2018.

Bereits im Juli 2010 ging eine Initiative an die Öffentlichkeit. Sie forderte einen denkmalgerechten Sanierungsbeschluss und ein tragfähiges Nutzungskonzept. Dieser Antrag wurde auf der folgenden Ratssitzung nicht behandelt, sondern verschoben, da laut Bürgermeister der Stadt „ein ernsthafter Interessent zur Verfügung steht, der einen Großteil des Gebäudes selbst nutzen, einen anderen Teil vermieten will.“ Diese Verhandlungen sollten zunächst abgewartet werden, danach könnte der Bürgermeister bei einem negativen Ergebnis auch „einen finalen Beschluss vorschlage[n]“. Noch im August 2011 rechnete man mit einem Investor für den Bahnhof.
Im März 2012 stellte die SPD-Ratsfraktion nach dem Rückzug eines möglichen Investors einen Antrag: bis zum Mai 2012 sollte letztmals nach Nutzungsmöglichkeiten für das Bahnhofsgebäude gesucht werden, danach der Abriss erfolgen. Die Vlothoer FDP teilte daraufhin mit, „vier Vlothoer Ratsfraktionen“ (gemeint sind CDU, SPD, Grüne Liste Vlotho, Linke) hätten „die Vlothoer Bürger so lange hinters Licht geführt“. Bereits im Jahr 2008 habe die FDP einen Antrag auf Abriss gestellt, dieser sei von den übrigen Fraktionen abgelehnt worden. Ein durch ein FDP-Mitglied ermöglichtes Geschäft, bei dem ein zum Bahnhof benachbartes Grundstück durch den Besitzer freigegeben worden wäre, wenn gleichzeitig die Erlaubnis zum Bau einer Spielhalle im Vlothoer Ortsteil Uffeln erteilt worden wäre, sei im Stadtrat durch „selbst ernannte Sittenwächter“ abgelehnt worden.
In der Stadtverwaltung gab es Überlegungen, das Gebäude aus der Denkmalliste zu entfernen und abzureißen.
Im Mai 2012 wurde im Stadtrat die Forderung nach Herausnahme aus dem Denkmalschutz fast einstimmig beschlossen. „Der Schandfleck muss verschwinden“ meinte der Fraktionsvorsitzende der CDU, „das Ding ist durch“ der Fraktionsvorsitzende der FDP. Im Juli 2012 berichtete der Vlothoer Bürgermeister über „intensive Gespräche“ mit einem möglichen Investor, die Abrisspläne wären damit vom Tisch. Im November 2012 wurde bekannt, dass das Denkmalamt den Abriss des Gebäudes untersagt habe. Auf Nachfrage teilte der Bürgermeister zum wiederholten Mal mit, es gebe einen ernsthaften Interessenten, der am Bahnhof investieren könnte. Zeitgleich wurde durch den Stadtrat beschlossen, Gelder für einen Gebäudeabriss im folgenden Jahr bereitzustellen.
Am 25. April 2013 ging aus einer Bürgerinitiative der Verein „Bürgerbahnhof Vlotho e. V.“ hervor. Dieser kämpfte dafür, den Abrissbeschluss aufzuheben und den Bahnhof mittels einer Genossenschaft zu sanieren und mit Leben zu füllen. Als vergleichbare, bisher erfolgreiche Projekte wurden diejenigen in Leutkirch (Allgäu) sowie in Cuxhaven angesehen.
Am 3. Juli 2014 wurde in einer Ratssitzung der Abrissbeschluss vorerst aufgehoben. Mit Datum vom 1. September 2015 wurde die Genossenschaft in das Genossenschaftsregister beim Amtsgericht Bad Oeynhausen eingetragen
Am 2. Mai 2019 beschloss der Bürgerverein seine Auflösung, weil eine „Wiederbelebung auszuschließen“ und der Vereinszweck „nicht zu erreichen“ sei. Das Gebäude des ehemaligen Güterbahnhofs wurde Ende Februar 2020 abgerissen.

### Umbau des Bahnhofsgebäudes zum Gewerbeobjekt

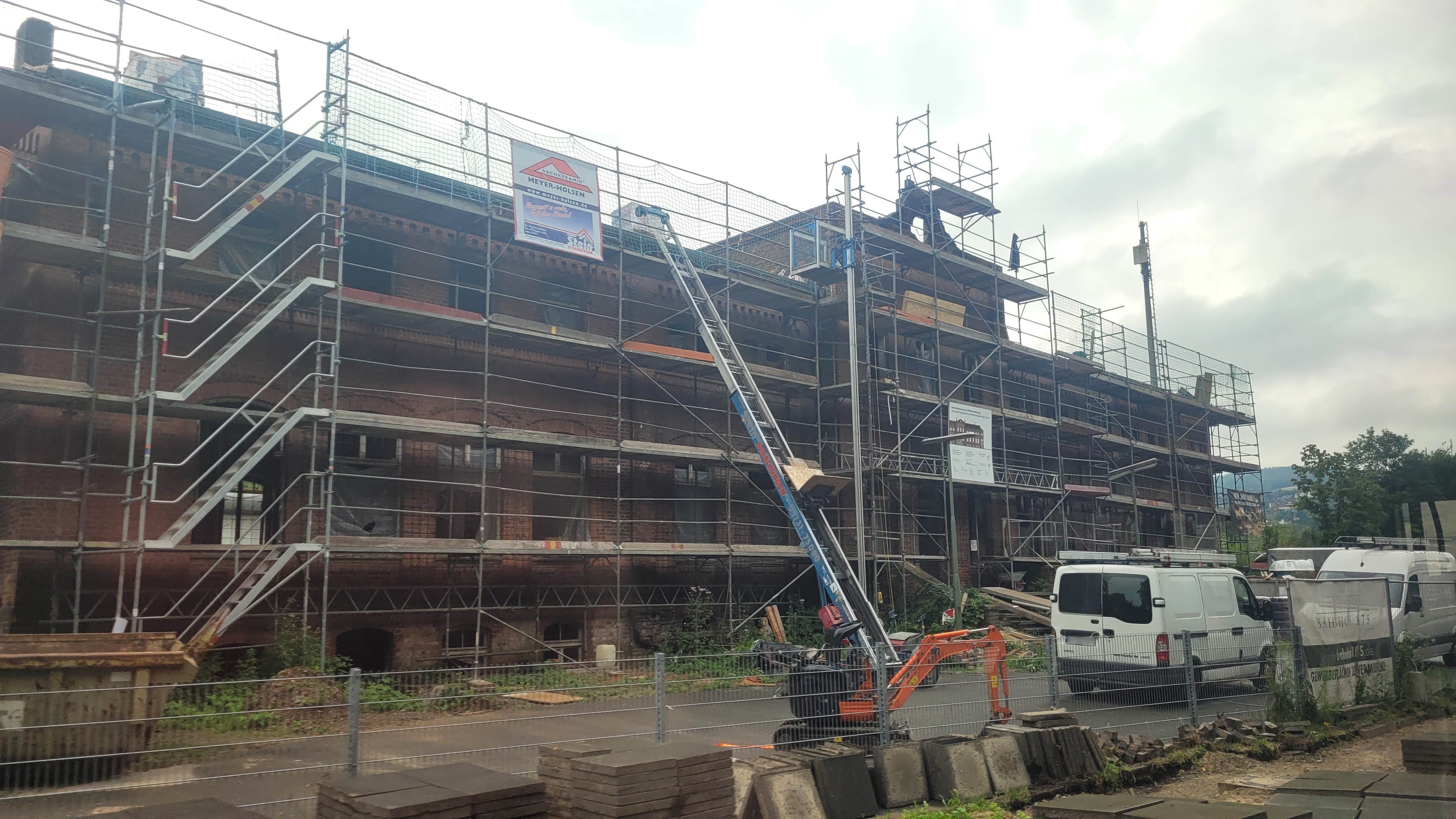
Bahnhof Vlotho – Sanierung des Bahnhofsgebäudes, August 2021

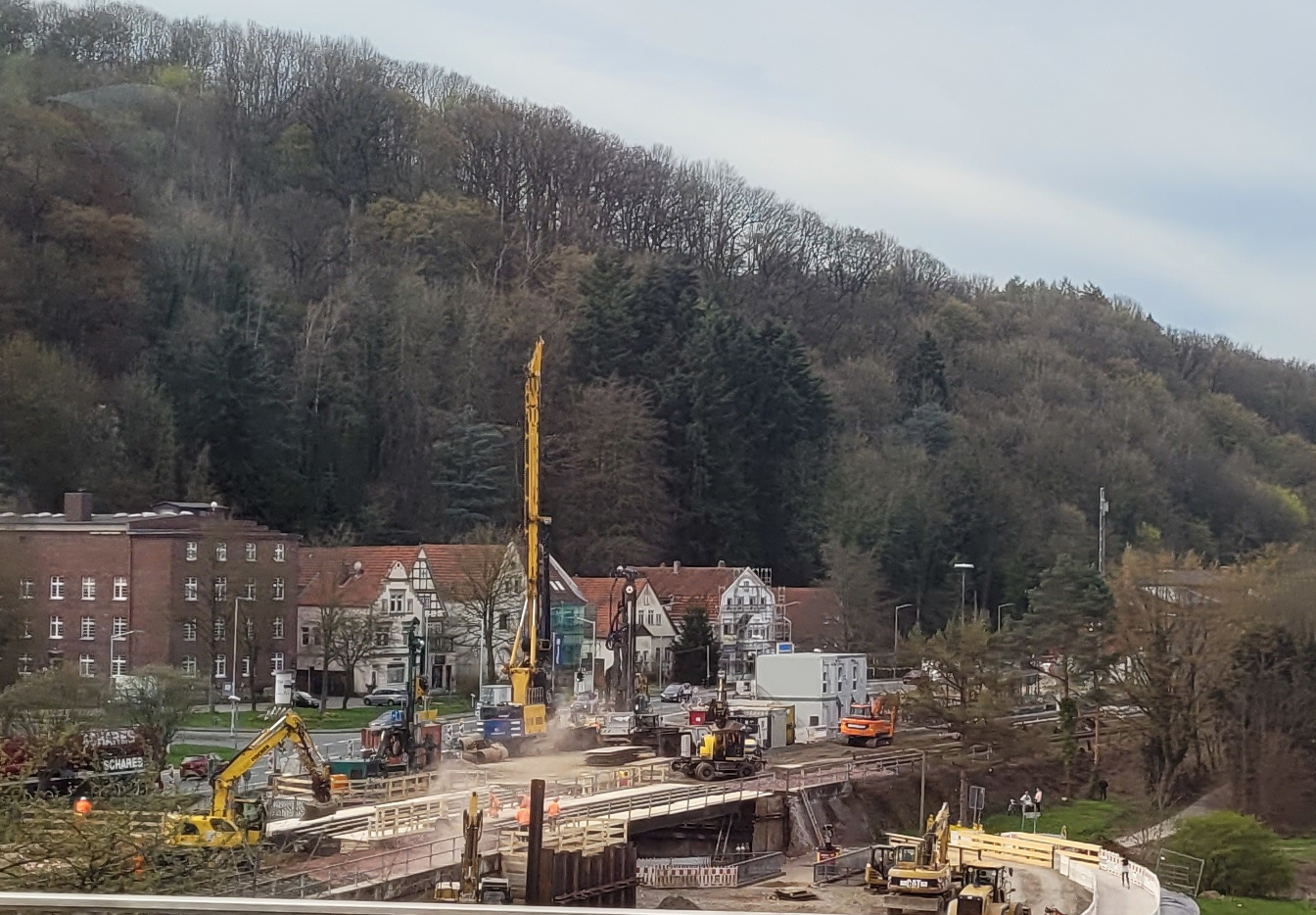
Neubau der Forellenbachbrücke am Bahnhof Vlotho, April 2023

Das Unternehmen City Wertimmobilien REMA GmbH beauftragte Ende 2019 ein Ingenieurbüro, die Errichtung eines Hotel mit 23 Zimmern, 45 Betten und eine Gastronomie mit Bäckereiangebot im Bahnhofsgebäude zu planen. Dieses Projekt wurde Ende 2019 mit vier bis fünf Millionen Euro angesetzt, die Baugenehmigung wurde im November 2019 erteilt. Aufgrund der wenige Monate später beginnenden Covid-19-Pandemie wurde die Finanzierung der Umnutzung zu einem Hotel- und Gastronomiebetrieb von Banken und der Sparkasse aber nicht gewährt, sodass das Projekt im Mai 2020 scheiterte und der Bestand des historischen Bahnhofsgebäudes kurzzeitig wieder bedroht war.
Anfang August 2020 kaufte die Firma Karlchen’s Backstube das Bahnhofsgebäude. Das Bäckerei-Unternehmen rechnete zunächst mit der Eröffnung des Gebäudes mitsamt ihrer Filiale Ende 2021, plant spätestens seit Mai 2021 aber mit dem Frühjahr 2022 als Eröffnungstermin. Zudem plant das Unternehmen seit 2020, ein Café unter dem Namen „B(r)OTSCHAFT“ im Gebäude zu eröffnen. Unter gleichem Namen betreibt das Unternehmen seit Dezember 2018 im Gebäude des Bahnhofs Bad Oeynhausen Süd ein Bäckerei-Café. Finanziell wurde das Bauprojekt Anfang 2021 mit vier bis fünf Millionen Euro veranschlagt. Der Bund und das Land Nordrhein-Westfalen fördern die Ertüchtigung mit rund 750.000 Euro.
Bis Januar 2021 wurde die provisorische Abdeckung des Dachs zum Wetterschutz fertiggestellt. Das Unternehmen Immobilienservice-OWL.com GmbH & Co KG stellte zur Vermarktung der Gewerbeflächen im Januar 2021 eine Promotion-Website mit Bezug zum Bahnhofsgebäude online. Im Februar 2021 begannen (Stand: Januar 2021) die Entkernungsarbeiten am Gebäude und erste Sanierungsarbeiten im Frühjahr 2021.
Der Rohbau des neuen Gebäudes wurde am 20. August 2021 mit einem Richtfest eingeweiht. Die Neuerstellung des Innenbereichs ist im August 2021 für das Frühjahr 2022 geplant.
Nach erneutem geänderten Zeitplan wurde das sanierte Empfangsgebäude mit der Filiale von „Karlchen’s Backstube“ am 2. August 2023 eröffnet.
Im Juli 2024 wurde der Bahnhof als Denkmal des Monats in Westfalen-Lippe ausgezeichnet.